# Kross-Selle Italia/1997
Deze pagina geeft een overzicht van de Kross-Selle Italia-wielerploeg in 1997.

## Algemeen
Sponsors: Kross (fietsmerk), Selle Italia (fietsmerk)
Ploegleiders: Gianni Savio, Antonio Castaño, Leonardo Levati en Piero Pieroni

## Renners
| Naam                  | Geboortedatum | Nationaliteit    | Ploeg 1996                  |
| --------------------- | ------------- | ---------------- | --------------------------- |
| Fortunato Baliani     | 06-07-1974    | Italië           | Stagiair                    |
| Elkin Barrera         | 06-07-1971    | Colombia         |                             |
| Simone Biasci         | 06-04-1970    | Italië           | Saeco-AS Juvenes San Marino |
| Rafael Brand          | 17-04-1973    | Colombia         | Neo                         |
| Alessandro Calzolari  | 04-07-1971    | Italië           | Mapei-GB                    |
| Angelo Citracca       | 06-02-1969    | Italië           | Ideal                       |
| Vasili Davidenko      | 03-07-1970    | Verenigde Staten | Roslotto-ZG Mobili          |
| Fulvio Frigo          | 22-03-1973    | Italië           |                             |
| Federico Giabbecucci  | 05-04-1975    | Italië           | Stagiair                    |
| Marco Gili            | 07-11-1973    | Italië           | Neo                         |
| Stefano Giraldi       | 01-05-1968    | Italië           |                             |
| Álvaro Lozano         | 14-05-1964    | Colombia         | Postóbon-Manzana            |
| David McKenzie        | 06-08-1974    | Australië        | Giant-AGU Sport             |
| Aleksandar Milenković | 22-12-1967    | Joegoslavië      | Onbekend                    |
| Roberto Moretti       | 26-01-1970    | Italië           | Neo                         |
| Simone Mori           | 23-04-1972    | Italië           | Neo                         |
| Jaime Pinzon          | 11-09-1973    | Colombia         | Neo                         |
| Federico Profeti      | 25-06-1972    | Italië           |                             |
| Vladimir Poelnikov    | 07-06-1965    | Oekraïne         | TVM-Farm Frites             |
| Graziano Recinella    | 14-07-1975    | Italië           | Stagiair                    |
| Mikoš Rnjaković       | 20-04-1964    | Joegoslavië      | Onbekend                    |
| Celio Roncancio       | 12-03-1966    | Colombia         |                             |

## Belangrijke overwinningen
Ronde van Táchira
1e etappe: Fulvio Frigo
7e etappe: Fulvio Frigo
NK wielrennen
Joegoslavië - tijdrit: Mikoš Rnjaković
1996 · 1997 · 1998 · 1999 · 2000 · 2001 · 2002 · 2003 · 2004 · 2005 · 2006 · 2007 · 2008 · 2009 · 2010 · 2011 · 2012 · 2013 · 2014 · 2015 · 2016 · 2017 · 2018 · 2019 · 2020 · 2021 · 2022